# باشگاه بسکتبال فوجیان
باشگاه بسکتبال فوجیان استورجئون (انگلیسی: Fujian Sturgeons) یک تیم بسکتبال حرفه‌ای مردان انجمن بسکتبال چین است. این تیم در حال حاضر در لیگ بسکتبال چین حضور دارد.